# Sajópetri
Sajópetri község Borsod-Abaúj-Zemplén vármegyében, a Miskolci járásban.

## Fekvése
Miskolc agglomerációjának délkeleti részén helyezkedik el, a Sajó jobb parti oldalán, Kistokajtól mintegy 5 kilométerre.
A közvetlenül határos települések: észak felől a Sajó túlpartján elterülő Alsózsolca, kelet felől az épp átellenben fekvő Sajólád, nyugat felől Kistokaj, északnyugat felől pedig a Miskolchoz tartozó Szirma. Dél felől a legközelebbi település Ónod, délnyugat felől pedig Mályi, de közigazgatásilag egyikkel sem határos.

### Megközelítése
Legfontosabb közúti megközelítési útvonala az M30-as autópálya, amely a nyugati külterületei között halad el, és ott csomópontja is van. Központján azonban csak a 3603-as út halad keresztül, illetve érinti még a keleti határszélét a 3606-os út is.

## Története
Római katolikus templomát 1994-ben építették, a templomban Mindszenty bíboros szobra is látható. 1950-ben a falut Sajóláddal egyesítették Ládpetri néven. 1958-ban a két település újra kettévált.

## Közélete

### Polgármesterei
- 1990–1994: Dr. Juhász Balázs (Községvédő és Hagyományőrző Egyesület)[3]
- 1994–1998: Dr. Juhász Balázs (Községvédő Egyesület-KDNP)[4]
- 1998–2002: Debreczeni Balázs (független)[5]
- 2002–2006: Debreczeni Balázs (független)[6]
- 2006–2010: Debreczeni Balázs (független)[7]
- 2010–2014: Debreczeni Balázs (Fidesz-KDNP)[8]
- 2014–2019: Debreczeni Balázs (Fidesz-KDNP)[9]
- 2019–2024: Debreczeni Balázs (Fidesz-KDNP)[10]
- 2024– : Debreczeni Balázs (független)[1]

## Népesség
A település népességének változása:
| Lakosok száma | 1441 | 1400 | 1387 | 1326 | 1360 | 1419 | 1443 |
|               | 2013 | 2014 | 2015 | 2021 | 2022 | 2023 | 2024 |

2001-ben a település lakosságának 82%-a magyar, 18%-a cigány nemzetiségűnek vallotta magát.
A 2011-es népszámlálás során a lakosok 82,4%-a magyarnak, 8,9% cigánynak, 1,6% ruszinnak mondta magát (17,4% nem nyilatkozott; a kettős identitások miatt a végösszeg nagyobb lehet 100%-nál). A vallási megoszlás a következő volt: római katolikus 31,5%, református 6,1%, görögkatolikus 25,1%, evangélikus 0,5%, felekezeten kívüli 9,6% (25,3% nem válaszolt).
2022-ben a lakosság 93,1%-a vallotta magát magyarnak, 4,5% cigánynak, 1,9% ruszinnak, 0,6% bolgárnak, 0,1-0,1% szlovénnek, ukránnak és németnek, 1,9% egyéb, nem hazai nemzetiségűnek (6,9% nem nyilatkozott; a kettős identitások miatt a végösszeg nagyobb lehet 100%-nál). Vallásuk szerint 17,9% volt római katolikus, 4,7% református, 11,5% görög katolikus, 1% egyéb keresztény, 0,1% evangélikus, 8,4% felekezeten kívüli (55,8% nem válaszolt).

## Híres szülöttei
- Szuvák József (Sajópetri, 1890. április 17. – Buj, 1980. március 5.) görögkatolikus pap, a Hajdúdorogi Esperesi Kerület esperese, püspöki tanácsos.[14]
- Labancz Anna (Sajópetri, 1946. október 25. – Miskolc, 1970. április 19.) magyar ápolónő, akinek meggyilkolása a magyar kriminalisztika egyik leghírhedtebb esete.

## Külső hivatkozások
http://lexikon.katolikus.hu/S/Sajópetri.html